# Saturation du prédateur

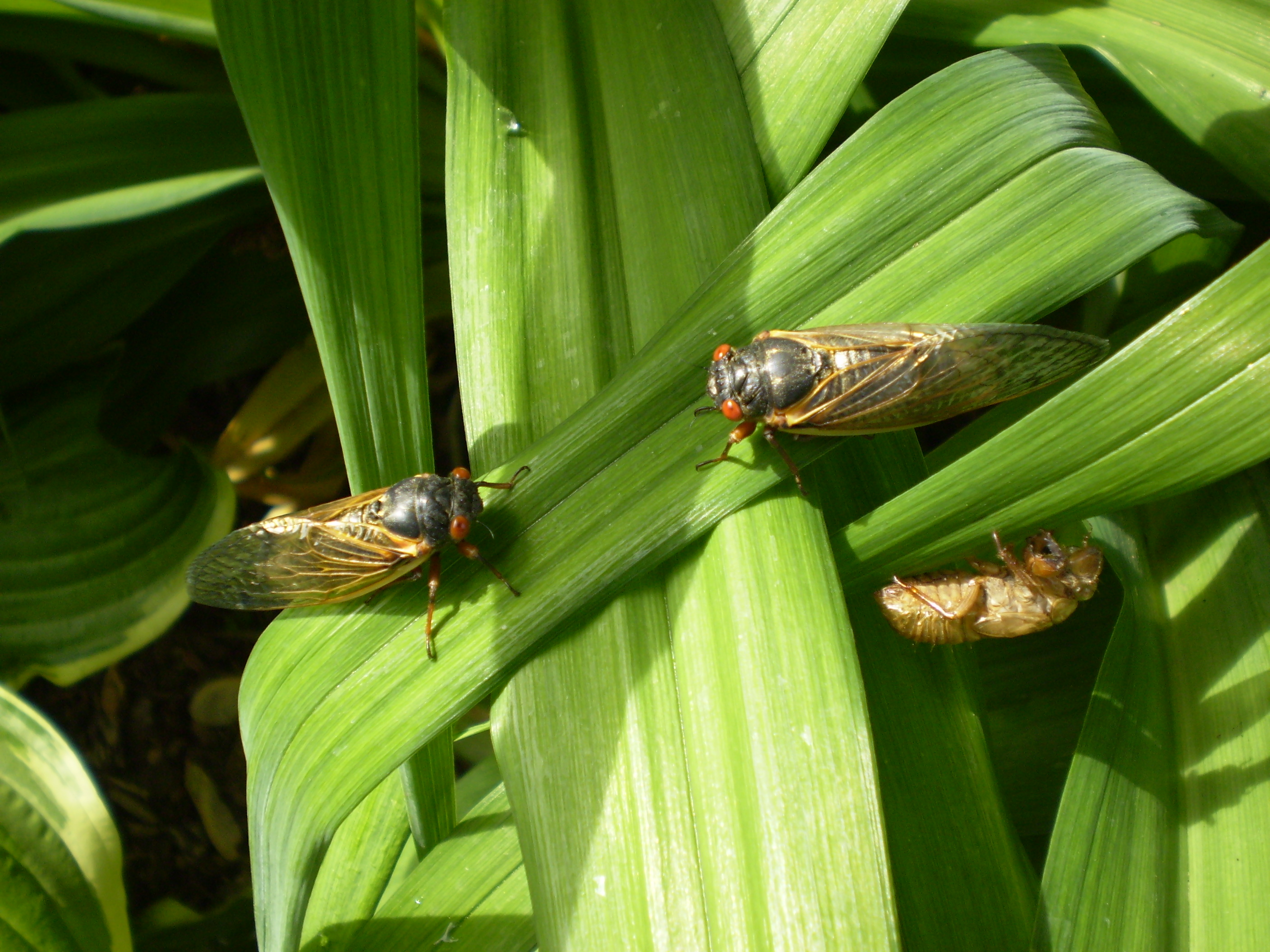
La saturation du prédateur a évolué comme un mode de reproduction chez les Cicadidae du genre Magicicada.

La saturation du prédateur (Predator satiation en anglais) est une adaptation qui augmente l'espérance de vie par une reproduction très massive où la probabilité de chaque individu d'être mangé est faible. Lorsque les prédateurs sont inondés de proies potentielles, ils ne peuvent en consommer qu'une  quantité limitée. En produisant une très grande quantité d'individus, les proies bénéficient d'une protection par le nombre. Cette stratégie est une adaptation répandue chez une grande diversité de proies, notamment chez de nombreuses espèces de plantes, chez les insectes et les poissons. 
La saturation du prédateur peut être considérée comme une adaptation de défense contre les prédateurs.
Quand la ressource alimentaire augmente, un prédateur a plus de chances de survivre, croître et se reproduire. Cependant, quand l'approvisionnement en nourriture submerge la capacité du prédateur à consommer, le taux de consommation chute. 
Ce phénomène est particulièrement visible dans le cas de la production d'un grand nombre de graines chez une population de plantes.
Certaines cigales périodiques de la famille des Cicadidaes (par exemple Magicicada septendecim) éclosent en grand nombre au cours de l'année dans des intervalles de temps qui sont des nombres premiers, 13 ou 17 ans. Dans les zones où elles sont en forte densité, les recherches montrent que le nombre mangé par les oiseaux n'augmente pas dans la même proportion que le nombre de proies et que donc, au bout du compte, le risque individuel de prédation diminue.

## Adaptation inverse liée aux consommateurs mutualistes
À l'inverse du phénomène de la « saturation du prédateur », un modèle opposé a été mis en évidence en lien avec les consommateurs dits mutualistes, c'est-à-dire ceux qui, par leur consommation, avantagent un organisme, comme c'est le cas pour les frugivores qui dispersent les graines. Par exemple, les grains de raisin d'une vigne peuvent mûrir à des moments différents, évitant que les frugivores soient saturés par la nourriture, permettant ainsi, par une consommation mieux répartie dans le temps, une meilleure dispersion des graines[réf. souhaitée].